# Sphaerodactylus difficilis
Sphaerodactylus difficilis е вид влечуго от семейство Sphaerodactylidae. Видът не е застрашен от изчезване.

## Разпространение и местообитание
Разпространен е в Доминиканска република и Хаити.
Обитава пустинни области, места с песъчлива почва, планини, възвишения, склонове, крайбрежия, плажове и плантации.